# 山口県道30号小野田美東線
山口県道30号小野田美東線（やまぐちけんどう30ごう おのだみとうせん）は、山口県山陽小野田市日の出1丁目と美祢市美東町大田を結ぶ県道（主要地方道）である。

## 概要
永らく美祢市美東町真名・十文字交差点が終点だったが、2011年に国道490号の一部区間を編入する形で区間が延伸された（後述）。
山陽小野田市新有帆町 - 宇部市東吉部間は船木鉄道（1961年全線廃止）の廃線跡と並走しており、一部はその跡が本路線に転用されている。宇部市楠地区内では厚東川をはさんで国道490号（旧・山口県道36号宇部秋芳三隅線）とほぼ平行に走行しているが、廃線跡を転用することにより本路線のほうが先に2車線化の改良が行われており、こちらを通過する車両のほうが多かった。

### 路線データ
- 起点：山陽小野田市日の出1丁目（新生町交差点＝国道190号小野田バイパス交点・山口県道223号小野田港線終点）
- 終点：美祢市美東町大田（大田交差点＝山口県道32号萩秋芳線交点）

## 歴史
- 1993年（平成5年）5月11日 - 建設省から、県道小野田美東線が小野田美東線として主要地方道に指定される[1]。
- 2008年3月21日 美祢市と美祢郡に属する町が対等合併して新制の美祢市が発足したことに伴い終点の地名の表記が変更される（美祢郡美東町真名→美祢市美東町真名）。
- 2011年5月27日 山口県告示第229号により国道490号が小郡萩道路を本線としたことに伴い、国道490号の一般道路部の一部を本県道に編入。終点が美祢市美東町大田まで延伸される[2]。

## 路線状況

### 重複区間
- 山口県道29号宇部船木線（山陽小野田市新有帆町・有帆小学校前交差点 - 宇部市船木・茶屋交差点）
- 国道2号・国道9号（宇部市船木・茶屋交差点 - 宇部市船木・岡の坂交差点）
- 山口県道37号宇部美祢線（宇部市矢矯 地内）
- 山口県道230号伊佐吉部山口線（宇部市東吉部 地内）
- 山口県道231号美祢小郡線（宇部市東吉部 地内）
- 国道490号（宇部市小野・瀬戸交差点 - 美祢市美東町真名・真名交差点)
- 山口県道28号小郡三隅線（美祢市美東町綾木・柿ノ木原交差点 - 美祢市大田・温湯交差点）

### 道の駅
- 道の駅みとう

## 地理

### 通過する自治体
- 山陽小野田市
- 宇部市
- 美祢市

### 交差する道路

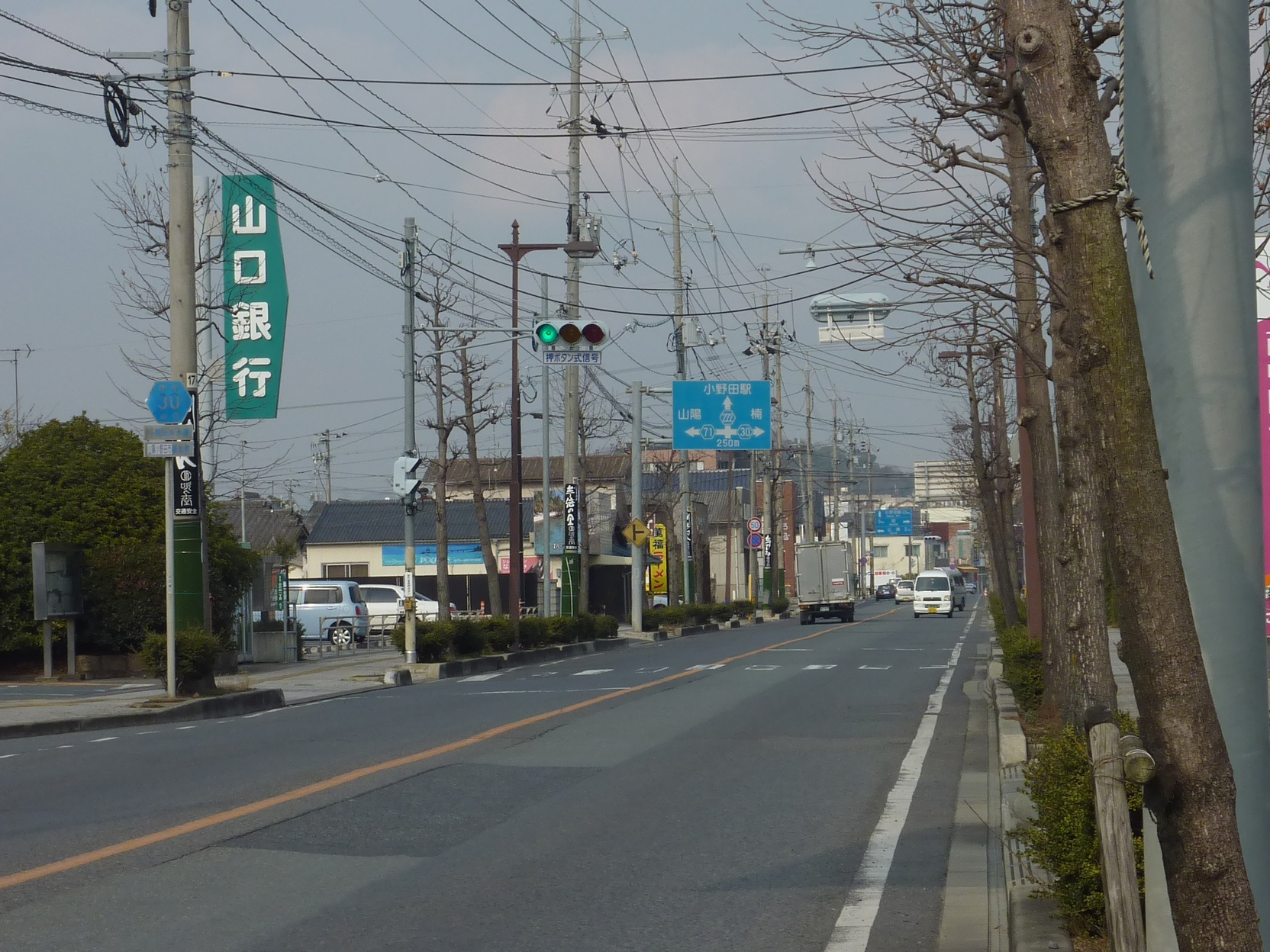
山陽小野田市役所前(旧国道190号)

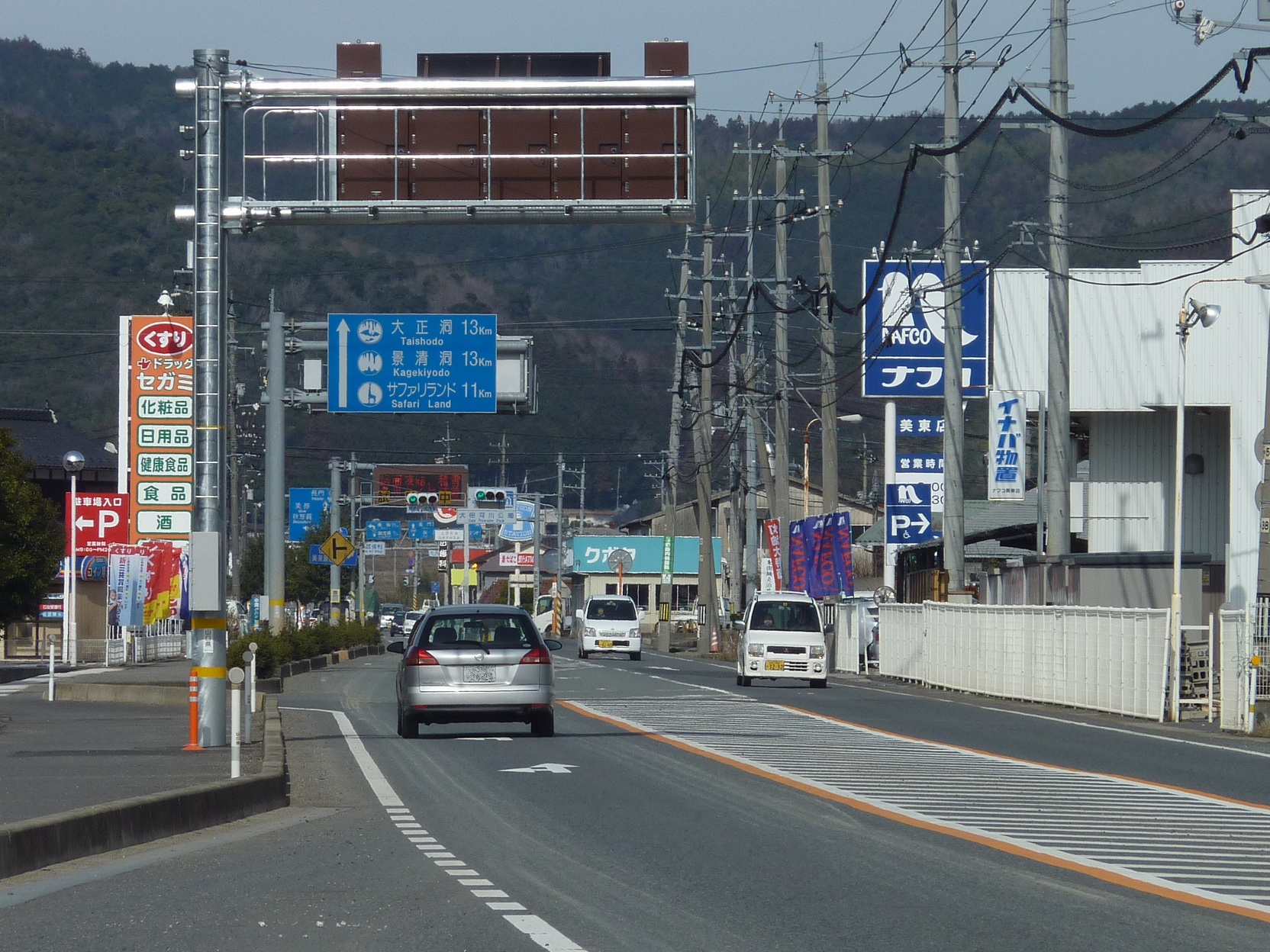
美祢市美東町大田(旧国道435号・490号)

| 交差する道路                                                                                            | 市町村名     | 交差する場所         | 交差する場所         |
| --- | ------------ | -------------------- | -------------------- |
| 国道190号 / 小野田バイパス 山口県道223号小野田港線                                                      | 山陽小野田市 | 日の出1丁目          | 新生町交差点 / 起点  |
| 山口県道222号小野田停車場線                                                                             | 山陽小野田市 | 日の出3丁目          | 小野田駅前交差点     |
| 山口県道29号宇部船木線 重複区間起点                                                                     | 山陽小野田市 | 新有帆町             | 有帆小学校前交差点   |
| 国道2号 重複区間起点 国道9号 重複区間起点 山口県道29号宇部船木線 重複区間終点                           | 宇部市       | 船木                 | 茶屋交差点           |
| 国道2号 重複区間終点 国道9号 重複区間終点                                                               | 宇部市       | 船木                 | 岡の坂交差点         |
| 宇部伊佐専用道路                                                                                        | 宇部市       | 東万倉               | 船木ランプ           |
| 山口県道37号宇部美祢線 重複区間起点                                                                     | 宇部市       | 矢矯（やはぎ）       |                      |
| 山口県道37号宇部美祢線 重複区間終点                                                                     | 宇部市       | 矢矯                 |                      |
| 山口県道230号伊佐吉部山口線 重複区間起点                                                                | 宇部市       | 東吉部（ひがしきべ） |                      |
| 山口県道230号伊佐吉部山口線 重複区間終点                                                                | 宇部市       | 東吉部               |                      |
| 山口県道231号美祢小郡線 重複区間起点                                                                    | 宇部市       | 東吉部               |                      |
| 山口県道231号美祢小郡線 重複区間終点                                                                    | 宇部市       | 東吉部               |                      |
| 山口県道339号東吉部秋吉線                                                                               | 宇部市       | 東吉部               |                      |
| 国道490号 重複区間起点                                                                                  | 宇部市       | 小野                 |                      |
| 山口県道31号美東秋芳西寺線 山口県道240号湯ノ口美祢線 重複区間起点 山口県道501号山口秋吉台公園自転車道線 | 美祢市       | 美東町真名           | 十文字交差点         |
| 国道490号 重複区間終点                                                                                  | 美祢市       | 美東町真名           | 真名交差点           |
| 山口県道28号小郡三隅線 重複区間起点                                                                     | 美祢市       | 美東町綾木           | 柿ノ木原交差点       |
| 国道435号 山口県道240号湯ノ口美祢線 重複区間終点                                                        | 美祢市       | 美東町綾木           | 植竹交差点           |
| 山口県道28号小郡三隅線 重複区間終点                                                                     | 美祢市       | 美東町大田（おおだ） | 温湯（ぬくゆ）交差点 |
| 山口県道32号萩秋芳線                                                                                    | 美祢市       | 美東町大田           | 大田交差点 / 終点    |

### 沿線にある施設など
- 山陽小野田市役所
- 山口県警山陽小野田警察署
- 山口県立小野田高等学校
- 宇部伊佐専用道路
- 宇部市役所吉部（きべ）出張所

沿線の名所・旧跡・観光地
- 宗方温泉